# Odontocera signatipennis
Odontocera signatipennis là một loài bọ cánh cứng trong họ Cerambycidae.